# Cabrulus hyalinus
Cabrulus hyalinus är en insektsart som beskrevs av Beamer 1938. Cabrulus hyalinus ingår i släktet Cabrulus och familjen dvärgstritar. Inga underarter finns listade i Catalogue of Life.